# Triplectides misionensis
Triplectides misionensis är en nattsländeart som beskrevs av Ralph W. Holzenthal 1988. Triplectides misionensis ingår i släktet Triplectides och familjen långhornssländor. Inga underarter finns listade i Catalogue of Life.